# Лавренов Іван Ананійович
Іван Ананійович Лавренов (12 лютого 1912, село Пожега Юхновського повіту Смоленської губернії, тепер Смоленської області, Російська Федерація — 6 грудня 1966, місто Москва) — радянський військово-політичний діяч, член військової ради — начальник політичного управління Ракетних військ стратегічного призначення СРСР, генерал-лейтенант (13.04.1964). Кандидат у члени ЦК КПРС у 1966 році. Депутат Верховної Ради СРСР 7-го скликання. 

## Життєпис
Народився в родині залізничника. У 1912 році сім'я Лавренових переїхала до Москви. У 1928 році закінчив школу—семирічку № 1 при станції Москва Московсько-Київсько-Воронезької залізниці.
У вересні 1928 — квітні 1930 року — учень токаря школи фабрично-заводського учнівства імені Мандельштама Державного тресту точної механіки «Точмех» у Москві. У 1929 році вступив до комсомолу.
У квітні 1930 — серпні 1933 року — токар-інструментальник 1-го Державного годинникового заводу в Москві.
Член ВКП(б) з жовтня 1932 року.
У 1933 році закінчив робітничий факультет при Дирижаблебудівному навчальному комбінаті в селищі Тушино Московської області. У серпні 1933 — грудні 1938 року — слухач, одночасно у 1937—1938 роках — секретар парткому Дирижаблебудівного навчального комбінату в селищі Тушино. Закінчив навчання без захисту диплома.
У грудні 1938 — червні 1941 року — інструктор відділу керівних партійних органів ЦК ВКП(б), інструктор Управління кадрів ЦК ВКП(б). У 1941 році закінчив Московський авіаційно-технологічний інститут.
З липня 1941 року — в Червоній армії, учасник німецько-радянської війни. У липні 1941 — березні 1943 року — старший інструктор політичного відділу армії, військовий комісар і начальник відділу кадрів 30-ї армії, військовий комісар і заступник командира 884-го змішаного авіаційного полку по політичній частині на Калінінському і Західному фронтах.
У березні 1943 — грудні 1947 року — член колегії — начальник Управління кадрів Головного управління цивільного повітряного флоту при Раді народних комісарів (Раді міністрів) СРСР.
У грудні 1947 — лютому 1949 року — слухач курсів перепідготовки політичного складу при Військово-політичній академії імені Леніна.
У лютому 1949 — липні 1950 року — заступник командира із політичної частини, начальник політичного відділу 5-ї гвардійської штурмової авіаційної дивізії Московського військового округу.
У липні 1950 — вересні 1951 року — заступник начальника із політичної частини, у вересні 1951 — 1956 року — начальник політичного відділу Державного Червонопрапорного Науково-дослідного інституту Військово-повітряних сил СРСР.
У 1956 році закінчив Вищу військову академію імені Ворошилова.
У листопаді 1956 — червні 1958 року — член військової ради — начальник політичного відділу повітряної армії Київського військового округу.
У червні 1958 — травні 1960 року — заступник начальника управління політичних органів ВПС Головного політичного управління Радянської армії і Військово-морського флоту.
У травні 1960 — травні 1963 року — заступник начальника управління політичних органів Ракетних військ стратегічного призначення Головного політичного управління Радянської армії і Військово-морського флоту.
У травні 1963 — 6 грудня 1966 року — член військової ради — начальник політичного управління Ракетних військ стратегічного призначення СРСР.
Помер 6 грудня 1966 року. Похований в Москві на Новодівочому цвинтарі.

## Військові звання
- Батальйонний комісар
- Підполковник
- Полковник
- Генерал-майор авіації (18.02.1958)
- Генерал-лейтенант (13.04.1964)

## Нагороди
- орден Червоного Прапора (1942)
- орден Вітчизняної війни І ст. (1945)
- два ордени Червоної Зірки (1944, 1956)
- медалі